# Aa en Hunze
Pronunciação
Aa en Hunze é um município dos Países Baixos. Em 1 de janeiro de 2022, tinha uma população de 25 579 habitantes.